# Johanna Hedén

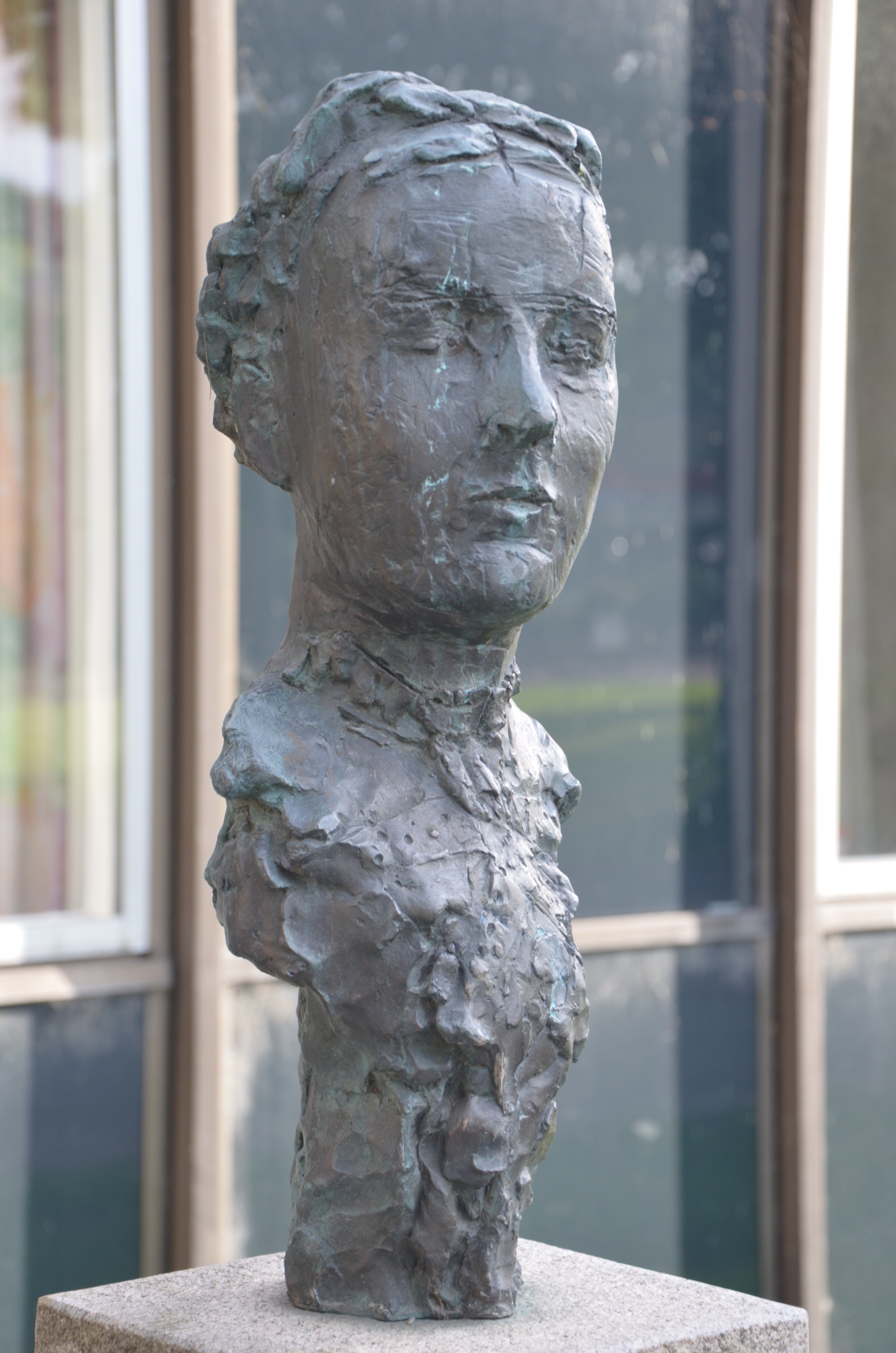
Byst över Johanna Hedén av Inga-Louise Lindgren vid Östra sjukhuset i Göteborg

Johanna Mariana Hedén, född Bowall 21 juli 1837 i Norrbyås socken i Närke, död 10 december 1912 i Örebro, var en svensk barnmorska och fältskär. Hon var den första kvinna i Sverige som blev legitimerad fältskär och därmed den första formellt utbildade kvinnliga kirurgen i Sverige.

## Familj, uppväxt och barnmorskestudier
Johanna Hedén var det sjätte av sju överlevande barn till klockaren Anders Bowall (död 1853) och Maja Larsdotter (död 1846). Hennes mor dog i barnsäng på grund av okunnighet hos barnmorskan. 
Hon gick endast ett år i skolan, eftersom fadern ansåg att utbildning endast angick pojkar. Hon arbetade som piga i Karlskoga och Örebro, och flyttade efter faderns död 1853 till Stockholm i tidiga tonåren för att bli hembiträde.  
Hennes kvinnliga arbetsgivare övertalade hennes bror att låta henne studera till barnmorska – själv ville hon bli lärare – på Allmänna Barnbördshuset och 1858 tog Hedén examen i denna profession.  Hon hade initialt svårigheter med att accepteras som elev, eftersom reglerna stadgade att endast en kvinna som själv fött ett barn var behörig. Hon arbetade sedan på Gustafs- och Carlbergs kopparverk i Åre. Hon skötte då även vaccinationer och ansvarade för medicinförrådet. Via korrespondens med provinsialläkaren fungerade hon också som apotekare. Hon arbetade sedan en tid i Närke. 

## Fältskär
Hedén vidareutbildade sig sedan till fältskär, på den tiden benämning på en kirurg som utförde enklare kirurgiska ingrepp. "Mamsell Bovall" undergick 1863 inför Sundhetskollegium examina "i allt hvad till badare – och fältskärsyrket hörer". Hon avlade sedan som första kvinna inför Stockholms magistrat den 7 augusti 1863 yrkeseden för att få licens för detta yrke med tillstånd att öppna rakstuga. Hedén var den första legitimerade kvinnliga fältskären i Sverige och därmed den första kvinnliga kirurgen i Sverige. Hon sade själv: 
"Jag tog fältskärsexamen till stor förtret för manliga yrkesidkare och sedan praktiserade jag på bruk och bistod ofta vid sjukdomsfall".
Hon arbetade sedan som badmästare vid Huså hälsobrunn, och läste engelska och tyska på fritiden.

## Barnmorska
År 1867 utnämndes hon av Sundhetskollegiet till instruktionsbarnmorska och föreståndare under Gustaf Fredrik Hjort vid Barnmorskeläroanstalten på Sahlgrenska sjukhuset i Göteborg.
Som föreståndare fick hon tillgång till engelska och tyska rön och utarbetade egna metoder, som att stoppa störtblödning genom aortakompression och att extrahera moderkakan snabbare.
Hon gifte sig 1877 med skolläraren Peter Hedén med vilken hon 1878 fick en dotter, som dog i tarminfektion innan hon fyllt ett år; maken avled i lunginflammation ett halvår senare. Efter makens död öppnade hon privatpraktik. 
Hedén grundade 1885 Göteborgs Barnmorskesällskap, det första och äldsta kvinnliga fackförbundet i Sverige. Året därpå grundades även riksorganisationen Svenska Barnmorskeförbundet på hennes initiativ, med henne som vice ordförande.  Förbundet verkade för en förlängning och utveckling av barnmorskeutbildningen, sjuk- och pensionskassa, fri karbollösning för fattiga patienter och fria bad för barnmorskor på badhusen. Förbundet bjöd in representanter för Medicinalstyrelsen, Ecklesiastikdepartmentet, kvinnorörelsen och läkarkåren.  Hon grundade även Svenska Barnmorskeförbundets tidskrift Jordemodern 1888. Hon medverkade själv i tidningen i sin spalt "Syster Stork" fram till sin död, där hon skrev om könsstympning, våldtäkt och preventivmedel.  Hon intresserade sig för att utarbeta anvisningar för barnmorskor, såsom att få dessa att tvätta händerna med karbol och lysol för att förhindra infektioner. Hedén var engagerad i Göteborgs Kvinnoförening och bjöd in dess medlemmar i barnmorskeförbundets föreläsningar, medverkade i Framåt under signaturen Folke och kritiserade dåtida idéer om kvinnors oförmåga att förstå vetenskaplig bildning. 
Hon avslutade sin verksamhet som barnmorska 1892 och flyttade då till en gård utanför Örebro med sin vän Klara Norberg, och ägnade sig sedan helt åt sitt arbete som krönikör i Jordemodern. Hon upprättade en fond åt barnmorskor i sitt testamente. Hedén är begravd på Norra kyrkogården i Örebro.

## Utmärkelser
- Johanna Hedéns gångväg i Göteborg nära Hagakyrkan är uppkallad efter Hedén.
- Johanna Hedéns gata i Stockholm strax söder om Karolinska Universitetssjukhuset Solna är uppkallad efter Hedén.